# 気候区分

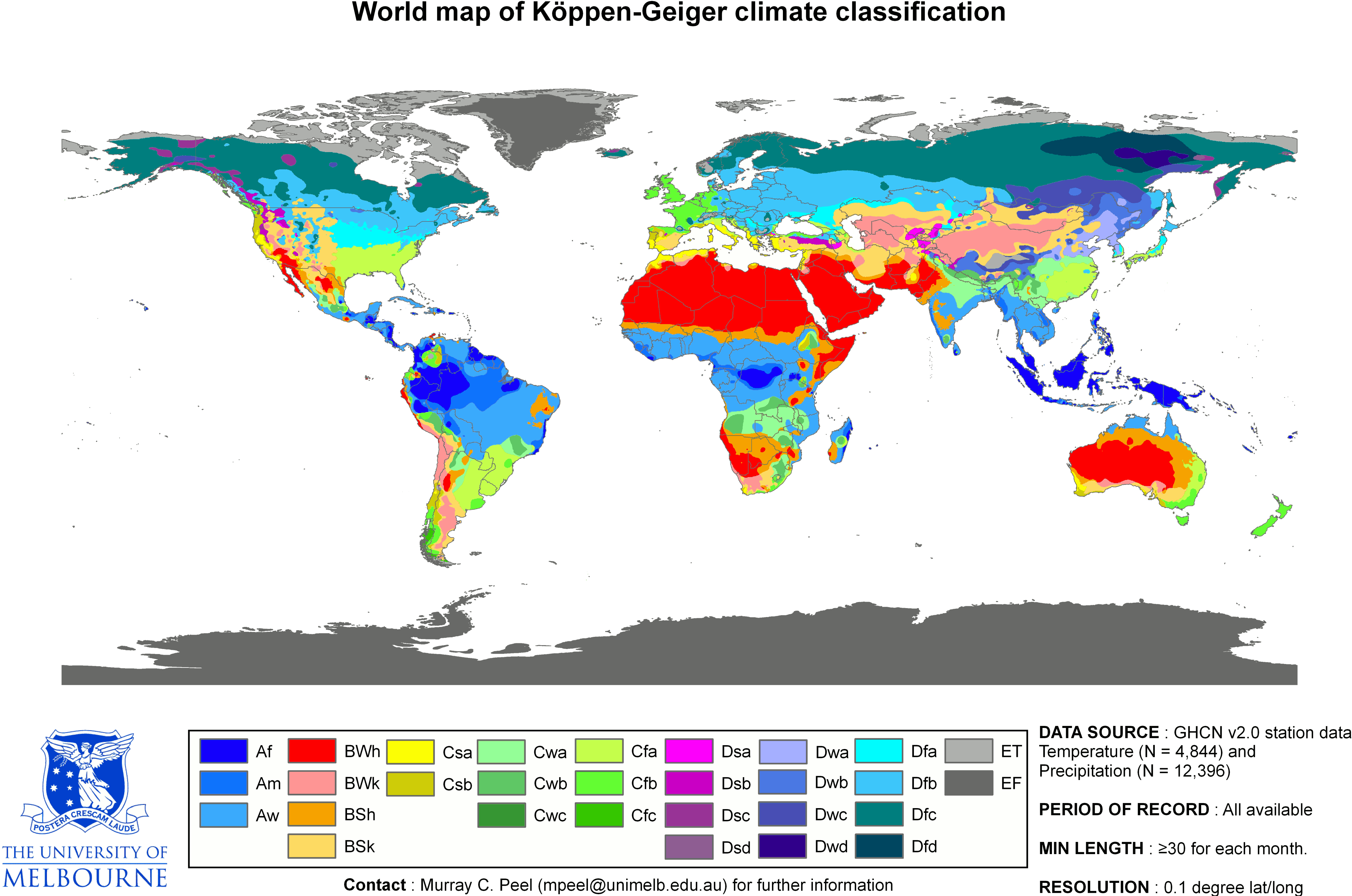
気候区分のひとつである、ケッペンの気候区分の地図。

気候区分（きこうくぶん、英語: climate classification）とは、気象観測で得られたデータやその土地の自然・風土などの基準に当てはまる地域を1つの気候区として、地球上または限定した地域をいくつかの気候区に分けるということである。広域的な気候を考える上での目安となる。
現在最も広く使われている分類は、ウラジミール・ペーター・ケッペンが1923年に発表しその後改良されたケッペンの気候区分である。
ケッペン以外の気候区分も考案されている。1879年に公表されたズーパンの気候区分は、年平均気温のみで気候を区分していた。1950年以降はケッペンのような結果としての気候ではなく、気候の成因（原因）から分類する試みが続いている。1950年にはヘルマン・フローンが風系（季節風）を加味した区分（フローンの気候区分）を、同年アリソフは気団や前線帯の位置を生かした区分（アリソフの気候区分）を、1960年にはヘンデルが大気の大循環を考慮に入れた気候区分を発表した。

## さまざまな気候区分

### 方法論別
気候区分の方法論別に見た区分と、その例を示す。

#### 経験論的区分
植生などの気候によって異なる要素に着目し、その違いによって区分する方法。
- ケッペンの気候区分
- ソーンスウェイトの気候区分

#### 動気候学的区分
気候因子の状態や地域的特徴をもとに区分する方法。
- フローンの気候区分
- アリソフの気候区分

#### 静気候学的区分
各気候要素ごとに区分を行い最後にそれぞれを重ねあわせ、総合的に判断し区分する方法。
- 福井英一郎の気候区分
- 関口武の気候区分 - 日本の気候を区分したもので、よく用いられる。以下の都市は気象台所在地。
  1. 日本海型
    - オホーツク型 - 網走
    - 北海道型 - 稚内、旭川、札幌、室蘭、函館
    - 東北型 - 青森、秋田、山形
    - 北陸型 - 新潟、富山、金沢、福井、彦根
    - 山陰型 - 舞鶴、鳥取、松江

  2. 九州型 - 福岡、佐賀、長崎、熊本、鹿児島
  3. 南海型 - 静岡、高知、宮崎
  4. 瀬戸内型 - 京都、大阪、神戸、奈良、和歌山、岡山、広島、下関、 徳島、高松、松山、大分
  5. 東日本型
    - 東部北海道型 - 釧路
    - 三陸・常磐型 - 盛岡、仙台、福島、水戸
    - 東海・関東型 - 宇都宮、前橋、熊谷、銚子、東京、横浜、名古屋、岐阜、津
    - 中央高原型 - 甲府、長野

  6. 南日本型 - 那覇、宮古島、石垣、南大東

このほか、生気候と呼ばれる要素による区分がある。